# Pam Shriver
Pam Shriver, po mężu Lazenby (ur. 4 lipca 1962 w Baltimore) – amerykańska tenisistka, wielokrotna zwyciężczyni turniejów wielkoszlemowych w grze podwójnej. Zdobywczyni Karierowego Złotego Szlema w grze podwójnej.

## Kariera tenisowa
Razem z Martiną Navrátilovą stanowiła jedną z najlepszych par deblowych w historii kobiecego tenisa. Była czołową zawodniczką w singlu oraz aktywistką środowiska sportowego.
W 1978, jako zawodniczka bez statusu zawodowego, dotarła do finału gry pojedynczej w wielkoszlemowym US Open (jedyny taki przypadek w erze open tenisa). Był to zarazem jej najlepszy występ w turniejach wielkoszlemowych w singlu; na US Open grała również w półfinałach (1982, 1983), ponadto była w półfinale Australian Open (1981, 1982, 1983) i Wimbledonu (1981, 1987, 1988). Wygrała łącznie 21 turniejów w grze pojedynczej, w latach 80. – epoce wielkich sukcesów Navrátilovej i Chris Evert – była klasyfikowana w pierwszej dziesiątce rankingu światowego WTA, dochodząc do pozycji nr 3. w lutym 1984. Wygrała w karierze 620 pojedynków singlowych.
W 1984 roku Shriver razem z Navrátilovą uzyskały jako pierwsza para w historii kobiecego deblowego Wielkiego Szlema; pozostawały w tamtym okresie niepokonane – wygrały 109 pojedynków z rzędu od kwietnia 1983 do lipca 1985. W latach 1981–1989 WTA nadawało im tytuły mistrzyń świata w deblu.
Łącznie Shriver triumfowała w 111 turniejach deblowych, 79 z tych sukcesów dzieliła z Martiną Navrátilovą. Jest jedną z dziesięciu kobiet, które w erze open wygrały ponad 100 turniejów (obok Navrátilovej, Evert, Billie Jean King, Margaret Smith Court, Rosie Casals, Steffi Graf, Virginii Wade, Martiny Hingis i Jany Novotnéj).
Z innych sukcesów należy wymienić złoty medal olimpijski w deblu z 1988 (w parze z Ziną Garrison) oraz udział w trzykrotnym zdobyciu Fed Cup – 1986, 1987 i 1989. Reprezentowała USA również w Pucharze Wightmana.
W połowie lat 90. zakończyła karierę zawodniczą. Pracuje jako telewizyjna komentatorka tenisa (m.in. dla ABC, CBS, BBC), przede wszystkim jest jednak aktywistką organizacji tenisowych. W latach 1995–1996 była przedstawicielką zawodników w Komitecie Wykonawczym Amerykańskiego Stowarzyszenia Tenisowego, od 1997 członkini zarządu stowarzyszenia. W latach 1991–1994 była prezydentką Stowarzyszenia Zawodniczek WTA, przez trzy kadencje wiceprezydentka. Od 1992 do 1998 była członkinią Prezydenckiej Rady ds. Sportu i Fitnessu.
Od 1990 wiceprezydentka Międzynarodowej Tenisowej Galerii Sławy; w 2002 została uhonorowana członkostwem w tym gronie znakomitości tenisowych.
Współautorka autobiograficznej książki Passing Shots: Pam Shriver on Tour (1987).

## Życie prywatne
W 2002 wyszła za mąż za australijskiego aktora, odtwórcę postaci Jamesa Bonda, George’a Lazenby’ego. 13 lipca 2004 urodziła syna George'a Samuela, a w październiku 2005 bliźnięta: Caitlin Elizabeth i Samuela Roberta. W 2008 rozwiedli się.

## Historia występów wielkoszlemowych
Legenda
     W, wygrany turniej
     F, przegrana w finale
     SF, przegrana w półfinale
     QF, przegrana w ćwierćfinale
     xR, przegrana w x rundzie
     A, brak startu

### Występy w grze pojedynczej
| Australian Open          | A  | A  | QF | SF | SF | SF | QF | 3R | NH | QF | 4R | 3R | 3R | 3R | 3R | 1R | 2R | 1R  | 1R  | A | 0 / 16 | 32 – 16  |  |  |  |  |
| French Open              | A  | A  | A  | A  | A  | 3R | A  | A  | A  | A  | A  | A  | A  | A  | A  | A  | 1R | A   | A   | A | 0 / 2  | 2 – 2    |  |  |  |  |
| Wimbledon                | 3R | 2R | 4R | SF | 4R | 2R | QF | QF | 1R | SF | SF | 3R | A  | 3R | 2R | A  | 3R | 1R  | 2R  | A | 0 / 17 | 40 – 16  |  |  |  |  |
| US Open                  | F  | 1R | QF | 4R | SF | SF | QF | QF | QF | QF | 2R | 1R | A  | 3R | 2R | 1R | 2R | 2R  | 1R  | A | 0 / 18 | 44 – 18  |  |  |  |  |
|                          |    |    |    |    |    |    |    |    |    |    |    |    |    |    |    |    |    |     |     |   |        |          |  |  |  |  |
| Ranking na koniec sezonu | 13 | 33 | 9  | 7  | 6  | 4  | 4  | 4  | 6  | 4  | 5  | 17 | 66 | 37 | 31 | 38 | 63 | 110 | 189 | – | 0 / 53 | 118 – 52 |  |  |  |  |

### Występy w grze podwójnej
| Australian Open          | A                   | A                   | QF                  | F                   | W                   | W                   | W | W | NH | W  | W  | W  | 1R | 2R | SF | F  | SF | 2R | 1R | 1R  | 7 / 17  | 57 – 10  |  |  |  |  |
| French Open              | A                   | A                   | A                   | A                   | A                   | A                   | W | W | A  | W  | W  | A  | A  | A  | A  | 2R | 2R | A  | A  | A   | 4 / 6   | 26 – 2   |  |  |  |  |
| Wimbledon                | 1R                  | A                   | QF                  | W                   | W                   | W                   | W | F | W  | QF | 3R | SF | A  | SF | SF | SF | QF | QF | 3R | 1R  | 5 / 18  | 64 – 13  |  |  |  |  |
| US Open                  | SF                  | 3R                  | F                   | SF                  | SF                  | W                   | W | F | W  | W  | SF | F  | A  | W  | SF | 3R | 3R | QF | 1R | A   | 5 / 18  | 71 – 13  |  |  |  |  |
|                          |                     |                     |                     |                     |                     |                     |   |   |    |    |    |    |    |    |    |    |    |    |    |     |         |          |  |  |  |  |
| Ranking na koniec sezonu | nie był publikowany | nie był publikowany | nie był publikowany | nie był publikowany | nie był publikowany | nie był publikowany | 2 | 1 | 2  | 2  | 2  | 4  | 92 | 9  | 7  | 7  | 12 | 18 | 91 | 249 | 21 / 59 | 218 – 38 |  |  |  |  |

### Występy w grze mieszanej
| Australian Open | Turniej nie był rozgrywany | Turniej nie był rozgrywany | Turniej nie był rozgrywany | Turniej nie był rozgrywany | Turniej nie był rozgrywany | Turniej nie był rozgrywany | Turniej nie był rozgrywany | Turniej nie był rozgrywany | Turniej nie był rozgrywany | A | A  | A | A | SF | QF | QF | 2R | A  | A  | A | 0 / 4  | 8 – 4   |  |  |  |  |  |
| French Open     | A                          | A                          | A                          | A                          | A                          | A                          | A                          | 2R                         | A                          | W | 3R | A | A | A  | A  | 3R | 2R | A  | A  | A | 1 / 5  | 7 – 4   |  |  |  |  |  |
| Wimbledon       | A                          | A                          | A                          | A                          | A                          | SF                         | A                          | A                          | A                          | A | A  | A | A | 2R | 2R | A  | SF | A  | QF | A | 0 / 5  | 12 – 5  |  |  |  |  |  |
| US Open         | 3R                         | 2R                         | A                          | A                          | A                          | A                          | A                          | A                          | A                          | A | A  | A | A | 1R | 1R | 1R | A  | 1R | A  | A | 0 / 6  | 3 – 5   |  |  |  |  |  |
|                 |                            |                            |                            |                            |                            |                            |                            |                            |                            |   |    |   |   |    |    |    |    |    |    |   |        |         |  |  |  |  |  |
|                 |                            |                            |                            |                            |                            |                            |                            |                            |                            |   |    |   |   |    |    |    |    |    |    |   | 0 / 20 | 30 – 18 |  |  |  |  |  |

## Finały turniejów WTA
| Legenda                     | Legenda |
| --------------------------- | ------- |
| Wielki Szlem                |         |
| Igrzyska olimpijskie        |         |
| WTA Tour Championships      |         |
| WTA Doubles Championships   |         |
| Toyota Series Championships |         |
| 1971 – 1987                 |         |
| Virginia Slims Circuit      |         |
| Grand Prix Series           |         |
| Colgate Series              |         |
| 1988 – 2008                 |         |
| Kategoria I                 |         |
| Kategoria II                |         |
| Kategoria III               |         |
| Kategoria IV                |         |
| Kategoria V                 |         |

### Gra pojedyncza 48 (21–27)
| Końcowy wynik | Nr  | Data                 | Turniej                      | Nawierzchnia    | Przeciwniczka           | Wynik finału     |
| ------------- | --- | -------------------- | ---------------------------- | --------------- | ----------------------- | ---------------- |
| Zwyciężczyni  | 1.  | 22 stycznia 1978     | Columbus                     | Dywanowa (hala) | Kate Latham             | 6:1, 6:3         |
| Finalistka    | 1.  | 9 września 1978      | US Open                      | Twarda          | Chris Evert             | 5:7, 4:6         |
| Finalistka    | 2.  | 10 czerwca 1979      | Beckenham                    | Trawiasta       | Evonne Goolagong Cawley | 3:6, 2:6         |
| Zwyciężczyni  | 2.  | 30 marca 1980        | Carlsbad                     | Dywanowa (hala) | Kate Latham             | 6:1, 6:2         |
| Finalistka    | 3.  | 7 grudnia 1980       | Sydney                       | Trawiasta       | Wendy Turnbull          | 6:3, 4:6, 6:7(8) |
| Finalistka    | 4.  | 14 marca 1981        | Dallas                       | Twarda          | Martina Navrátilová     | 2:6, 4:6         |
| Finalistka    | 5.  | 12 kwietnia 1981     | Hilton Head                  | Ceglana         | Chris Evert-Lloyd       | 3:6, 2:6         |
| Finalistka    | 6.  | 2 sierpnia 1981      | San Diego                    | Twarda (hala)   | Tracy Austin            | 2:6, 7:5, 2:6    |
| Zwyciężczyni  | 3.  | 22 listopada 1981    | Perth                        | Trawiasta       | Andrea Jaeger           | 6:1, 7:6(4)      |
| Finalistka    | 7.  | 21 lutego 1982       | Houston                      | Dywanowa (hala) | Bettina Bunge           | 2:6, 6:3, 2:6    |
| Finalistka    | 8.  | 3 października 1982  | Hartford                     | Dywanowa (hala) | Barbara Potter          | 4:6, 2:6         |
| Finalistka    | 9.  | 21 listopada 1982    | Brisbane                     | Trawiasta       | Wendy Turnbull          | 3:6, 1:6         |
| Zwyciężczyni  | 4.  | 1 maja 1983          | Atlanta                      | Twarda          | Kathy Jordan            | 6:2, 6:0         |
| Finalistka    | 10. | 16 października 1983 | Tampa                        | Twarda          | Martina Navrátilová     | 3:6, 2:6         |
| Zwyciężczyni  | 5.  | 20 listopada 1983    | Brisbane                     | Trawiasta       | Wendy Turnbull          | 6:4, 7:5         |
| Zwyciężczyni  | 6.  | 12 lutego 1984       | Chicago                      | Dywanowa (hala) | Barbara Potter          | 7:6(4), 2:6, 6:3 |
| Zwyciężczyni  | 7.  | 17 czerwca 1984      | Birmingham                   | Trawiasta       | Anne White              | 7:6(2), 6:3      |
| Finalistka    | 11. | 19 sierpnia 1984     | Mahwah                       | Twarda          | Martina Navrátilová     | 4:6, 6:4, 5:7    |
| Zwyciężczyni  | 8.  | 12 maja 1985         | Sydney                       | Dywanowa (hala) | Dianne Balestrat        | 6:3, 6:3         |
| Zwyciężczyni  | 9.  | 19 maja 1985         | Melbourne                    | Trawiasta       | Kathy Jordan            | 6:4, 6:1         |
| Zwyciężczyni  | 10. | 16 czerwca 1985      | Birmingham                   | Trawiasta       | Betsy Nagelsen          | 6:1, 6:0         |
| Finalistka    | 12. | 21 lipca 1985        | Newport                      | Trawiasta       | Chris Evert-Lloyd       | 4:6, 1:6         |
| Finalistka    | 13. | 4 sierpnia 1985      | Los Angeles                  | Twarda          | Claudia Kohde-Kilsch    | 2:6, 4:6         |
| Finalistka    | 14. | 29 września 1985     | Nowy Orlean                  | Dywanowa (hala) | Chris Evert-Lloyd       | 4:6, 5:7         |
| Zwyciężczyni  | 11. | 20 października 1985 | Filderstadt                  | Dywanowa (hala) | Catarina Lindqvist      | 7:6(), 6:4       |
| Finalistka    | 15. | 17 listopada 1985    | Brisbane                     | Trawiasta       | Martina Navrátilová     | 4:6, 5:7         |
| Finalistka    | 16. | 20 stycznia 1986     | Worcester                    | Dywanowa (hala) | Martina Navrátilová     | 1:6, 4:6         |
| Zwyciężczyni  | 12. | 15 czerwca 1986      | Birmingham                   | Trawiasta       | Manuela Maleewa         | 6:2, 7:6(0)      |
| Zwyciężczyni  | 13. | 20 lipca 1986        | Newport                      | Trawiasta       | Lori McNeil             | 6:4, 6:2         |
| Finalistka    | 17. | 10 sierpnia 1986     | Montreal                     | Twarda          | Helena Suková           | 2:6, 5:7         |
| Finalistka    | 18. | 5 października 1986  | Nowy Orlean                  | Dywanowa (hala) | Martina Navrátilová     | 1:6, 6:4, 2:6    |
| Finalistka    | 19. | 4 stycznia 1987      | Brisbane                     | Trawiasta       | Hana Mandlíková         | 2:6, 6:2, 4:6    |
| Finalistka    | 20. | 11 stycznia 1987     | Sydney                       | Trawiasta       | Zina Garrison           | 2:6, 4:6         |
| Finalistka    | 21. | 22 marca 1987        | Dallas                       | Dywanowa (hala) | Chris Evert-Lloyd       | 1:6, 3:6         |
| Zwyciężczyni  | 14. | 14 czerwca 1987      | Birmingham                   | Trawiasta       | Łarysa Sawczenko        | 4:6, 6:2, 6:2    |
| Zwyciężczyni  | 15. | 19 lipca 1987        | Newport                      | Trawiasta       | Wendy White             | 6:2, 6:4         |
| Zwyciężczyni  | 16. | 23 sierpnia 1987     | Toronto                      | Twarda          | Zina Garrison           | 6:4, 6:1         |
| Finalistka    | 22. | 25 października 1987 | Brighton                     | Dywanowa (hala) | Gabriela Sabatini       | 5:7, 4:6         |
| Zwyciężczyni  | 17. | 8 listopada 1987     | Worcester                    | Dywanowa (hala) | Chris Evert             | 6:4, 4:6, 6:0    |
| Zwyciężczyni  | 18. | 3 stycznia 1988      | Brisbane                     | Trawiasta       | Jana Novotná            | 7:6, 7:6         |
| Zwyciężczyni  | 19. | 10 stycznia 1988     | Sydney                       | Trawiasta       | Helena Suková           | 6:2, 6:3         |
| Finalistka    | 23. | 14 lutego 1988       | Dallas                       | Dywanowa (hala) | Martina Navrátilová     | 0:6, 3:6         |
| Finalistka    | 24. | 28 lutego 1988       | Waszyngton                   | Dywanowa (hala) | Martina Navrátilová     | 0:6, 2:6         |
| Zwyciężczyni  | 20. | 1 maja 1988          | Tokio                        | Dywanowa (hala) | Helena Suková           | 7:5, 6:1         |
| Finalistka    | 25. | 12 czerwca 1988      | Birmingham                   | Trawiasta       | Claudia Kohde-Kilsch    | 1:6, 2:6         |
| Zwyciężczyni  | 21. | 23 października 1988 | Zurych                       | Dywanowa (hala) | Manuela Maleewa         | 6:3, 6:4         |
| Finalistka    | 26. | 20 listopada 1988    | Virginia Slims Championships | Dywanowa (hala) | Gabriela Sabatini       | 5:7, 3:6, 2:6    |
| Finalistka    | 27. | 23 lipca 1989        | Newport                      | Trawiasta       | Zina Garrison           | 0:6, 1:6         |

### Gra mieszana 1 (1–0)
| Końcowy wynik | Nr | Data           | Turniej     | Nawierzchnia | Partner        | Przeciwnicy                  | Wynik finału |
| ------------- | -- | -------------- | ----------- | ------------ | -------------- | ---------------------------- | ------------ |
| Zwyciężczyni  | 1. | 7 czerwca 1987 | French Open | Ceglana      | Emilio Sánchez | Lori McNeil Sherwood Stewart | 6:3, 7:6(4)  |

## Występy w Turnieju Mistrzyń

### W grze pojedynczej
| Rok             | Rezultat     | Rywalka                             | Wynik                  |
| 1981            | Faza grupowa | Martina Navrátilová Hana Mandlíková | 6:3, 1:6, 3:6 2:6, 6:7 |
| 1981 Toyota     | Półfinał     | Martina Navrátilová                 | 4:6, 6:7               |
| 1982 Toyota     | Ćwierćfinał  | Chris Evert-Lloyd                   | 2:6, 3:6               |
| 1983            | Ćwierćfinał  | Martina Navrátilová                 | 1:6, 2:6               |
| 1984            | Półfinał     | Martina Navrátilová                 | 6:7(2), 4:6            |
| 1985            | Ćwierćfinał  | Martina Navrátilová                 | 2:6, 4:6               |
| 1986 (marzec)   | Ćwierćfinał  | Steffi Graf                         | 6:4, 6:7(5), 3:6       |
| 1986 (listopad) | Półfinał     | Martina Navrátilová                 | 2:6, 6:4, 4:6          |
| 1987            | Ćwierćfinał  | Manuela Maleewa                     | 2:6, 6:3, 5:7          |
| 1988            | Finał        | Gabriela Sabatini                   | 5:7, 3:6, 2:6          |

### W grze podwójnej
| Rok             | Rezultat    | Partnerka           | Przeciwniczki                         | Wynik               |
| 1980            | Półfinał    | Laura duPont        | Rosie Casals Wendy Turnbull           | 3:6, 7:6, 4:6       |
| 1981            | Zwycięstwo  | Martina Navrátilová | Barbara Potter Sharon Walsh           | 6:0, 7:6(6)         |
| 1981 Toyota     | Zwycięstwo  | Martina Navrátilová | Rosie Casals Wendy Turnbull           | 6:3, 6:4            |
| 1982            | Zwycięstwo  | Martina Navrátilová | Kathy Jordan Anne Smith               | 6: 4, 6:3           |
| 1982 Toyota     | Zwycięstwo  | Martina Navrátilová | Candy Reynolds Paula Smith            | 6:4, 7:5            |
| 1983            | Zwycięstwo  | Martina Navrátilová | Claudia Kohde-Kilsch Eva Pfaff        | 7:5, 6:2            |
| 1984            | Zwycięstwo  | Martina Navrátilová | Jo Durie Ann Kiyomura                 | 6:3, 6:1            |
| 1985            | Zwycięstwo  | Martina Navrátilová | Claudia Kohde-Kilsch Helena Suková    | 6:7(4), 6:4, 7:6(5) |
| 1986 (marzec)   | Półfinał    | Martina Navrátilová | Hana Mandlíková Wendy Turnbull        | 6:4, 3:6, 4:6       |
| 1986 (listopad) | Zwycięstwo  | Martina Navrátilová | Claudia Kohde-Kilsch Helena Suková    | 7:6(1), 6:3         |
| 1987            | Zwycięstwo  | Martina Navrátilová | Claudia Kohde-Kilsch Helena Suková    | 6:1, 6:1            |
| 1988            | Zwycięstwo  | Martina Navrátilová | Łarysa Sawczenko Natalla Zwierawa     | 6:3, 6:4            |
| 1989            | Zwycięstwo  | Martina Navrátilová | Łarysa Sawczenko Natalla Zwierawa     | 6:3, 6:2            |
| 1991            | Zwycięstwo  | Martina Navrátilová | Gigi Fernández Jana Novotná           | 4:6, 7:5, 6:4       |
| 1992            | Półfinał    | Martina Navrátilová | Arantxa Sánchez Vicario Helena Suková | 4:6, 5:7            |
| 1993            | Półfinał    | Elizabeth Smylie    | Gigi Fernández Natalla Zwierawa       | 1:6, 2:6            |
| 1994            | Ćwierćfinał | Elizabeth Smylie    | Gigi Fernández Natalla Zwierawa       | 0:6, 4:6            |

## Występy w turnieju WTA Doubles Championships
| Rok  | Rezultat   | Partnerka           | Przeciwniczki                          | Wynik            |
| 1982 | Zwycięstwo | Martina Navrátilová | Kathy Jordan Anne Smith                | 7:5, 6:3         |
| 1984 | Zwycięstwo | Ann Kiyomura        | Barbara Jordan Elizabeth Smylie        | 6:3, 6:7(7), 6:3 |
| 1986 | Zwycięstwo | Barbara Potter      | Kathy Jordan Elizabeth Smylie          | 6:4, 6:3         |
| 1987 | Finał      | Elise Burgin        | Claudia Kohde-Kilsch Helena Suková     | 1:6, 6:7(5)      |
| 1993 | Półfinał   | Elizabeth Smylie    | Łarysa Neiland Arantxa Sánchez Vicario | 5:7, 5:7         |
| 1994 | Półfinał   | Tracy Austin        | Jana Novotná Arantxa Sánchez Vicario   | 2:6, 2:6         |

## Finały turniejów rangi ITF
| turnieje z pulą nagród 100 000 $ |
| turnieje z pulą nagród 75 000 $  |
| turnieje z pulą nagród 50 000 $  |
| turnieje z pulą nagród 25 000 $  |
| turnieje z pulą nagród 15 000 $  |
| turnieje z pulą nagród 10 000 $  |

### Gra pojedyncza 1 (0-1)
| Rezultat   |    | Data       | Turniej   | ($) | Naw.            | Przeciwniczka | Wynik         |
| Finalistka | 1. | 30/12/1973 | Salisbury |     | Dywanowa (hala) | Anne Smith    | 6:4, 3:6, 4:6 |

## Występy w igrzyskach olimpijskich

### Gra pojedyncza
| Runda                                                                                 | Przeciwniczka                        | Wynik         |  |
| ------------------------------------------------------------------------------------- | ------------------------------------ | ------------- |  |
|                                                                                       |                                      |               |  |
| Letnie Igrzyska Olimpijskie w Seulu 1988, reprezentując państwo Stany Zjednoczone [4] |                                      |               |  |
| I runda                                                                               | wolny los                            | wolny los     |  |
| II runda                                                                              | Kanada: Jill Hetherington            | 6:2, 6:3      |  |
| III runda                                                                             | Bułgaria: Katerina Maleewa [10]      | 6:3, 3:6, 6:2 |  |
| Ćwierćfinał                                                                           | Stany Zjednoczone: Zina Garrison [8] | 2:6, 3:6      |  |

### Gra podwójna
| Runda                                                                             | Partnerka         | Przeciwniczki                                   | Wynik          |
| --------------------------------------------------------------------------------- | ----------------- | ----------------------------------------------- | -------------- |
|                                                                                   |                   |                                                 |                |
| Letnie Igrzyska Olimpijskie w Seulu 1988, reprezentując państwo Stany Zjednoczone |                   |                                                 |                |
| I runda                                                                           | Zina Garrison [1] | wolny los                                       | wolny los      |
| Ćwierćfinał                                                                       | Zina Garrison [1] | Francja Isabelle Demongeot / Nathalie Tauziat   | 7:5, 6:2       |
| Półfinał                                                                          | Zina Garrison [1] | Australia Elizabeth Smylie / Wendy Turnbull     | 7:6(5), 6:4    |
| O złoty medal                                                                     | Zina Garrison [1] | Czechosłowacja Jana Novotná / Helena Suková [3] | 4:6, 6:2, 10:8 |